# Bahruz Samadov
Bahruz Samadov (en azéri : Bəhruz Səmədov, de son nom complet Bahruz Valeh oghlu Samadov), né le 29 avril 1995 à Bakou (Azerbaïdjan), est un politologue, chercheur, militant pacifiste et prisonnier d'opinion azerbaïdjanais, possédant aussi la nationalité tchèque. 
Auteur régulier pour le site OC Media (en), il est connu pour ses écrits critiques du gouvernement azerbaïdjanais et sa position pacifiste dans le conflit du Haut-Karabakh. 
En août 2024, il est arrêté par le Service de sécurité d'État azerbaïdjanais (en). Sa détention est vivement critiquée par les organisations de défense des droits humains. En juin 2025, il est condamné à 15 ans de prison, prétendument en vertu de l'article 274 (haute trahison) du Code pénal.

## Biographie

### Jeunesse et études
Bahruz Valeh oghlu Samadov naît le 29 avril 1995 à Bakou, capitale de l'Azerbaïdjan. De 2001 à 2012, il étudie à l'école secondaire numéro 251 dans le raïon de Nizami. En 2012, il est admis à la Faculté de philologie du campus bakinois de l'université d'État de Moscou, nommée d'après Mikhaïl Lomonossov. Il en sort diplômé avec mention en 2016. En 2016-2018, il obtient une maîtrise en philologie dans la même université, et en 2018-2019, il décroche une maîtrise en relations internationales à l'université d'Europe centrale en Hongrie. À partir de 2019, il est doctorant à l'Institut d'études politiques de l'université Charles à Prague, en Tchéquie. 
En 2021-2022, il est stagiaire à l'Institut des relations internationales de Prague avant de devenir, en 2023, chercheur à l'université Friedrich Schiller d'Iéna.

### Activités militantes
Bahruz Samadov intègre le Front populaire d'Azerbaïdjan, principal parti d'opposition du pays, en 2013. Lors des élections présidentielles, il participe activement à la campagne du candidat du Conseil national des forces démocratiques, Jamil Hasanli (en). De 2013 à 2020, il milite au sein du mouvement N!DA et est même membre de son conseil d'administration en 2017 et 2018. Le 1er novembre 2015, sur le bulletin de vote utilisé lors des élections législatives, il écrit les noms de prisonniers d'opinion détenus par le régime d'Ilham Aliyev et le slogan « Liberté pour les prisonniers politiques ! ». Cela lui vaut une convocation au département de la police de Bakou un jour plus tard. La police fait pression sur Bahruz Samadov pour qu'il s'excuse. Il est libéré après avoir été retenu pendant près de 3 h.
Bahruz Samadov participe également à plusieurs reprises à des rassemblements politiques d'opposition et à des manifestations de la société civile. Le 9 septembre 2020, il est arrêté par la police lors des manifestations exigeant la libération du prisonnier politique Tofig Yagublu (en).

### Recherche et diffusion de ses travaux
Bahruz Samadov est un chercheur en science politique et géopolitique spécialisé dans l'étude de l'hégémonie et des discours politiques en Azerbaïdjan, ainsi que sur les questions d'identité nationale, de stabilité politique et de populisme dans le pays. Ses travaux sont fondés sur des théories post-structuralistes et psychanalytiques. 
Il est connu en tant que chercheur à partir de 2016. 
Ses articles ou traductions sont publiés sur des plateformes d'information indépendantes comme OC Media, Eurasianet, openDemocracy, mais également des instituts de recherche parmi lesquels l'Institute for War and Peace Reporting (IWPR), le Baku Research Institute et l'Institut pour les études de politique internationale. Il publie également dans des revues dont l'International Journal of Politics, New Eastern Europe et Caucasus Edition. Bahruz Samadov apparaît régulièrement comme commentateur politique sur Radio Free Europe/Radio Liberty, BBC News, Current Time TV (en) et Dozhd en Russie, et ČT24 en République tchèque.

## Prises de positions
Dans ses articles, il critique le président azerbaïdjanais Ilham Aliyev, alors au pouvoir depuis plus de 20 ans, et qualifie son régime d'« autoritaire ». Bahruz Samadov s'oppose aussi aux opérations militaires qui ont lieu pendant la deuxième guerre du Haut-Karabakh, à l'opération russe de maintien de la paix, à la crise frontalière entre l'Arménie et l'Azerbaïdjan qui a lieu à partir de 2021, ainsi qu'à l'offensive azerbaïdjanaise de 2023 au Haut-Karabakh. Il déclare qu'il voit la solution du conflit du Haut-Karabakh dans la paix et dénonce les crimes de guerre qui ont eu lieu pendant les opérations militaires. Ses articles sur la guerre et la paix sont à plusieurs reprises pris pour cible et critiqués par les médias pro-gouvernementaux, et Bahruz Samadov est insulté, qualifié de « traître » et accusé d'être « pro-arménien ». 
En avril 2021, dans un article intitulé L'autoritarisme azerbaïdjanais et le parc des trophées militaires de Bakou, publié sur la plateforme d'information indépendante Eurasianet, Bahruz Samadov qualifie de déshumanisante l'exposition dans le parc des trophées militaires des casques des soldats arméniens morts, critiquant la diabolisation des Arméniens, présentés comme des ennemis par les autorités azerbaïdjanaises depuis des décennies. 
En 2023, il est qualifié par les sites d'information pro-gouvernementaux de « traître » et de « pro-arménien »,, pour avoir écrit que « les Arméniens font face à une attitude proche du fascisme en Azerbaïdjan » dans un article intitulé L'Azerbaïdjan a besoin d'une alternative au militarisme nationaliste, publié dans OC Media.
Dans une interview accordée à OC Media en avril 2023, Bahruz Samadov qualifie le blocus du Haut-Karabagh dans le corridor de Latchine de « siège » et affirme que l'objectif principal de l'offensive déclenchée par Ilham Aliyev est de débarrasser le Haut-Karabakh des Arméniens.
Il critique aussi les positions géopolitiques de son pays, notamment le soutien indirect à la guerre israélienne à Gaza ainsi qu'à l'invasion de l'Ukraine par la Russie.

## Poursuites politiques

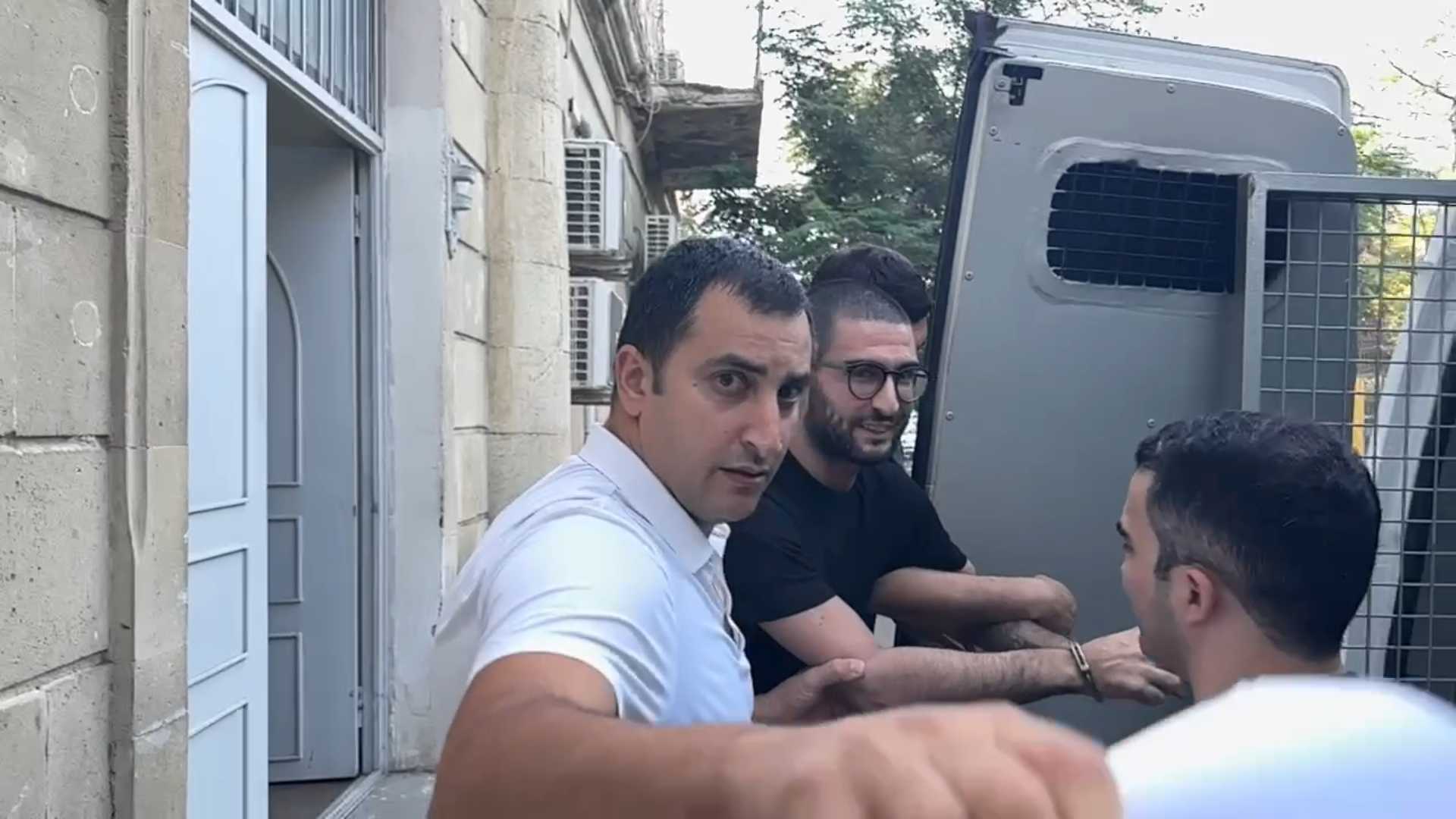
Bahruz Samadov est conduit devant le tribunal du district de Sabail.

Bahruz Samadov est arrêté en août 2024. Le 21 août, ses amis signalent sur les réseaux sociaux qu'ils n'ont plus de nouvelles de lui depuis plus de 6 heures. Son ami, Aykhan Zayedzadeh, déclare que vers 16 h 25 (UTC+04:00), Samadov lui a envoyé un message sur Telegram l'informant qu'il allait être arrêté,,. C'est le dernier message dans lequel il donne de ses nouvelles. Selon sa grand-mère, Zibeyda Osmanova, le 21 août, vers 16 heures, il a quitté la maison pour retrouver un de ses amis. Environ une demi-heure plus tard, 5 à 6 personnes arrivent à leur domicile, se présentant comme des employés du Service de sécurité d'État azerbaïdjanais (en) et font état d'une plainte en cours contre Bahruz Samadov pour trafic de stupéfiants. Lors de la perquisition, ils confisquent son ordinateur, des documents, ses diplômes et un livre contenant un de ses articles en anglais,. 
Plus tard, un avocat commis d'office appelle sa grand-mère et lui annonce qu'il est soupçonné de « haute trahison » en raison de sa correspondance avec des Arméniens et de ses articles écrits prétendument « sur ordre des Arméniens ». Ni sa famille ni l'avocate engagée par sa famille pour protéger ses droits ne sont informés de l'état de Bahruz Samadov pendant 2 jours. Le 23 août, il est accusé de haute trahison sur le fondement de l'article 274 du Code pénal et, par décision du tribunal du district de Sabail, envoyé en détention provisoire pour 4 mois,. Il est soupçonné de collaboration avec les services secrets arméniens, sans qu'aucune preuve ne soit apportée. 
Bahruz Samadov, qui nie les accusations, déclare avoir été soumis à des violences psychologiques et physiques lors de sa détention par les services de sécurité. Alors qu'il est encore confiant lors de son arrestation, son état se dégrade fortement durant l'année qu'il passe en détention provisoire. Il entame une grève de la faim en signe de protestation le 19 juin 2025, juste avant son procès. Le parquet requiert le 20 juin une peine très lourde de 16 ans de prison. Le lendemain, Bahruz Samadov fait une tentative de suicide, n'étant sauvé que par son codétenu. 
Le 23 juin 2025, il est condamné par le « tribunal pénal spécial » de Bakou à 15 ans de prison, sur le fondement de l'article 274 du Code pénal (haute trahison),. Selon son avocat, la condamnation n'est pas justifiée.

## Réactions de soutien
L'arrestation de Bahruz Samadov est critiquée par de nombreuses organisations locales et internationales. Le ministère tchèque des Affaires étrangères déclare être préoccupé par les événements et suivre de près la situation du jeune chercheur. Le porte-parole de l'Union européenne (UE) pour les affaires étrangères, Peter Stano, rapporte que Bruxelles suit le cas de Bahruz Samadov « avec inquiétude », le qualifiant de « jeune scientifique qui défend la paix dans le Caucase du Sud ». Il appelle aussi l'Azerbaïdjan à respecter ses droits, dans le contexte d'une vague d'arrestations de journalistes et de militants sociaux. 
L'ONG américaine Freedom House demande au gouvernement azerbaïdjanais de mettre fin aux poursuites pénales contre le politologue Bahruz Samadov et appelle à sa libération, ainsi qu'à celle d'autres critiques du gouvernement, prisonniers d'opinion. Amnesty International demande également à ce qu'il soit libéré. En outre, l'administration de l'université Charles, où Samadov réalise son doctorat, exprime son inquiétude au sujet de son arrestation et déclare suivre de près la procédure. 
Selon l'historien azerbaïdjanais Altay Goyushov (az), l'arrestation de Bahruz Samadov fait partie d'une vague de répression plus large visant les « partisans de la paix et des relations de bon voisinage » dans le cadre du conflit entre l'Azerbaïdjan et l'Arménie.  